# Parafroneta marrineri
Parafroneta marrineri là một loài nhện trong họ Linyphiidae.
Loài này thuộc chi Parafroneta. Parafroneta marrineri được Henry Roughton Hogg miêu tả năm 1909.

## Hình ảnh

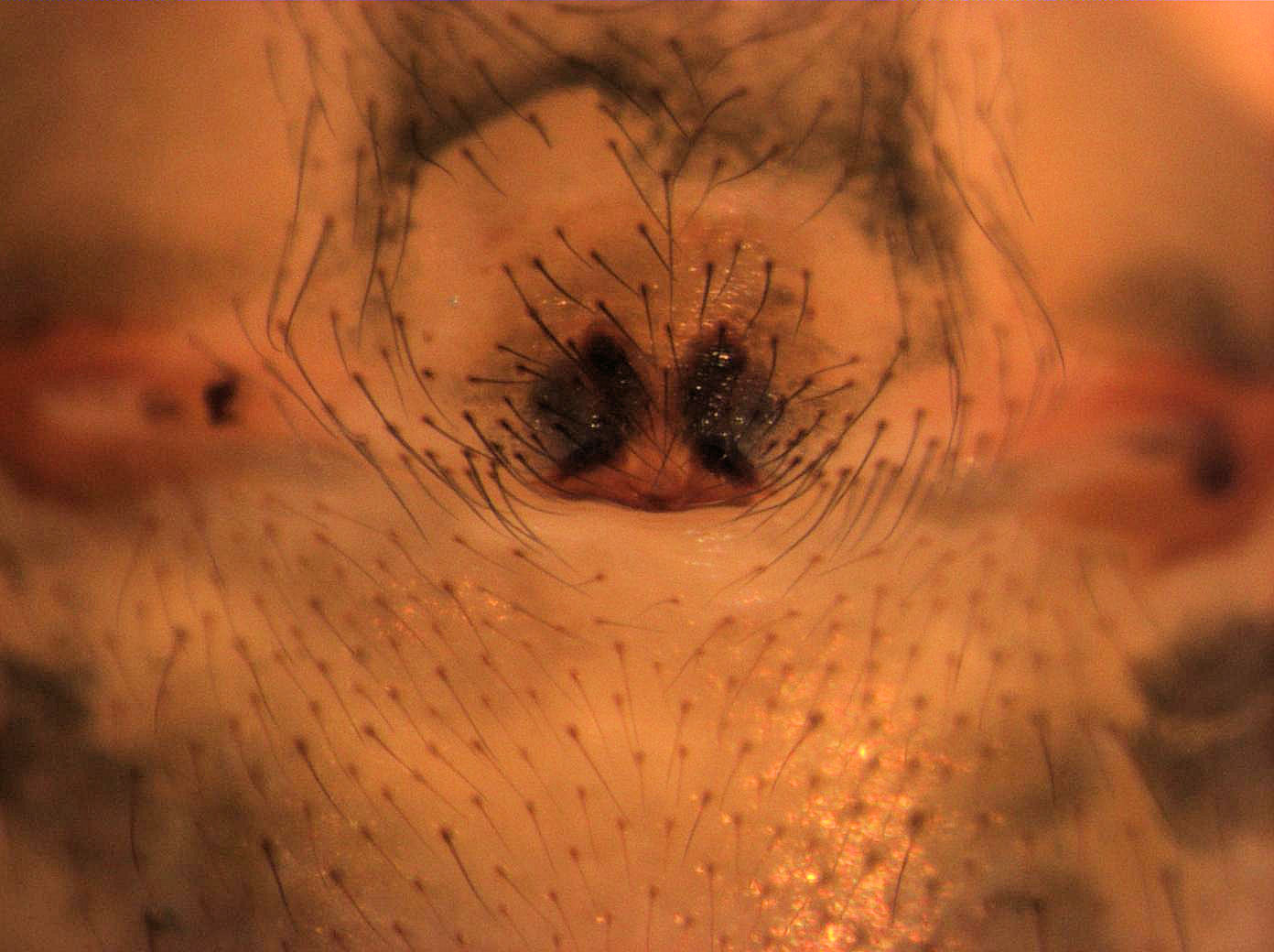